# Австралийская длиннорылая акула
Австралийская длиннорылая акула (лат. Rhizoprionodon taylori) — один из видов рода длиннорылых акул (Rhizoprionodon), семейство серых акул (Carcharhinidae). Эти акулы обитают в тропических водах Папуа Новой Гвинеи и Австралии. Встречаются на глубине до 300 м. Максимальная зарегистрированная длина 69,1 см. Размножаются живорождением. Питаются мелкими костистыми рыбами, головоногими и ракообразными. Представляют незначительный интерес для коммерческого промысла.

## Таксономия
Впервые вид был научно описан в 1915 году. Он назван в честь энтомолога Франка Генри Тейлора, обеспечившего материал для исследования и описания.

## Ареал
Австралийская длиннорылая акула встречается в большом количестве у берегов южной Папуа Новой Гвинеи и северной Австралии. Предпочитает держаться на континентальном шельфе не глубже 100 метров, хотя иногда опускаются на глубину до 300 м.

## Описание
Максимальный размер 69 см (самец), а максимальная продолжительность жизни — 7 лет.
У австралийских длиннорылых акул тонкое туловище с длинной заострённой мордой. Большие, круглые глаза с мигательной мембраной. Расстояние от кончика рыла до ноздрей составляет 4—5 % от общей длины. По углам рта на верхней и нижней челюстях имеются борозды. Длина верхней губной борозды 0,7—1,1 % от общей длины. Под краями нижней челюсти, как правило, имеются 7—11 расширенных пор с каждой стороны. Количество зубных рядов составляет 21—25 на каждой челюсти. Края зубов гладкие.
Широкие, треугольные грудные плавники начинаются под третьей или четвёртой жаберной щелью. Основание первого спинного плавника начинается над свободными кончиками грудных плавников. Второй спинной плавник существенно меньше первого и расположен над последней четвертью анального плавника. Передний край грудных плавников короче длины первого спинного плавника от начала основания до свободного кончика. Гребень между спинными плавниками отсутствует. Нижняя лопасть хвостового плавника хорошо развита, у кончика верхней лопасти имеется вентральная выемка. Окраска дорсальной поверхности тела ровного серо-коричневого цвета, брюхо белое. Края грудных плавников светлее основного фона, но не имеют отчётливой маркировки.

## Биология
Эти акулы достигают половой зрелости при длине 45 см. Подобно прочим представителям семейства серых акул, они размножаются живорождением; развивающиеся эмбрионы получают питание посредством плацентарной связи с матерью, образованной опустевшим желточным мешком. В помёте 1—10 новорождённых длиной около 25 см. Беременность длится около 11,5 месяцев. Самки приносят потомство ежегодно. Этот вид акул быстро растёт и достигает половой зрелости в возрасте одного года. Уровень естественной смертности составляет приблизительно 0,56 у самок и 0,7 у самцов в год.
Рацион австралийских длиннорылых акул состоит из костистых рыб, головоногих моллюсков и ракообразных. На них паразитируют цестоды Otobothrium carcharidis и веслоногие рачки Perissopus dentatus и Pseudopandarus australis.

## Взаимодействие с человеком
Австралийские длиннорылые акулы попадают в качестве прилова в сети, расставленные на макрель и баррамунди. Иногда улов бывает значительным, но добыча нестабильна. Мясо австралийских длиннорылых акул используют в пищу, однако они слишком малы, чтобы представлять интерес для коммерческого промысла. Опасности для человека они не представляют. Международный союз охраны природы оценил охранный статус вида как «Вызывающий наименьшие опасения», поскольку высокий уровень воспроизводства позволяет ему выдерживать интенсивный лов.